# 钨酸亚铁
钨酸亚铁是一种无机化合物，化学式为FeWO4。它可由氧化铁、铁和三氧化钨在高温反应得到；或由三氯化铁和钨酸钠在EDTA二钠和HMT存在下于200 °C进行水热反应制得；也有熔盐法制备钨酸亚铁的报道。